# Romuliana

Plan von Romuliana

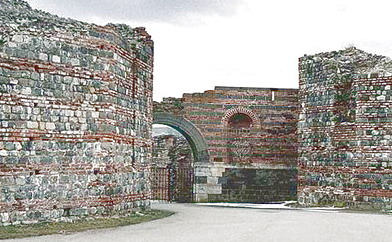
Eines der Zugangstore zur Palastanlage

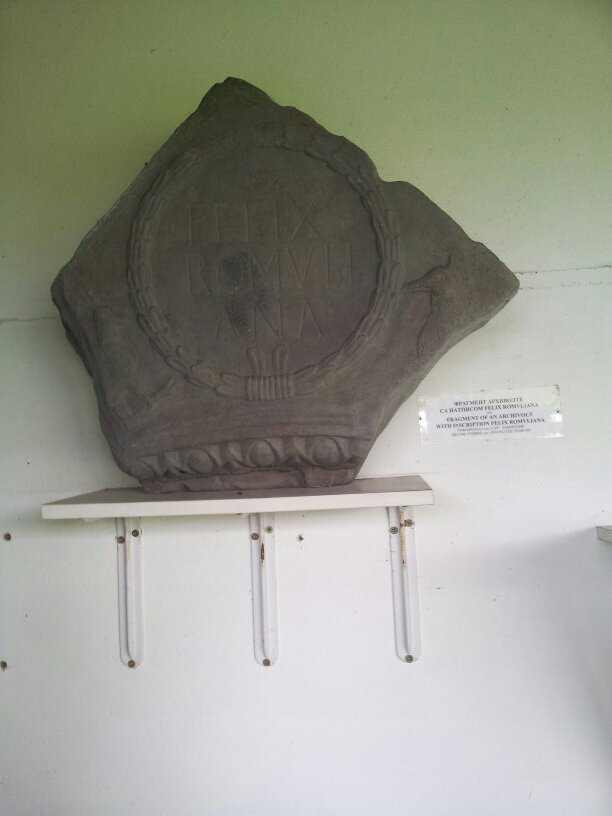
Die Inschrift „Felix Romuliana“

Romuliana war der Name der Palastanlage des Kaisers Galerius bei dem Dorf Gamzigrad im Timok-Tal in Ost-Serbien. Die Ruinen rund sieben Kilometer südwestlich von Zaječar wurden 1835 erstmals von August von Herder gesehen und beschrieben und in der 2. Hälfte des 19. Jahrhunderts von Felix Philipp Kanitz als eines der größten und besterhaltenen römischen Bauwerke in Europa bezeichnet. Auch heute bietet die vollständig erhaltene Umfassungsmauer mit 20 mächtigen, bastionsartigen und bis zu 15 m hoch anstehenden Türmen ein imposantes Bild. Im Jahre 2007 wurde die Anlage in die Liste des UNESCO-Weltkulturerbes aufgenommen.
Die Benennung und Deutung konnte mit der Auffindung einer Inschrift im Inneren der Anlage im Jahr 1984 gesichert werden, die Inschrift nennt den Namen des Ortes Romuliana. Ein Porträtkopf aus, den Kaisern vorbehaltenem, Porphyr, bestätigte die Vermutung, dass der Tetrarchenkaiser Galerius (293–311) den Palast als Altersruhesitz errichten ließ. Die Anlage war nach seiner Mutter Romula, die hier in der Nähe in der Provinz Dakien geboren worden war, benannt. Auf dem nahen Hügel Magura ließ Galerius sein und das Grabmal seiner Mutter errichten.

## Geschichte

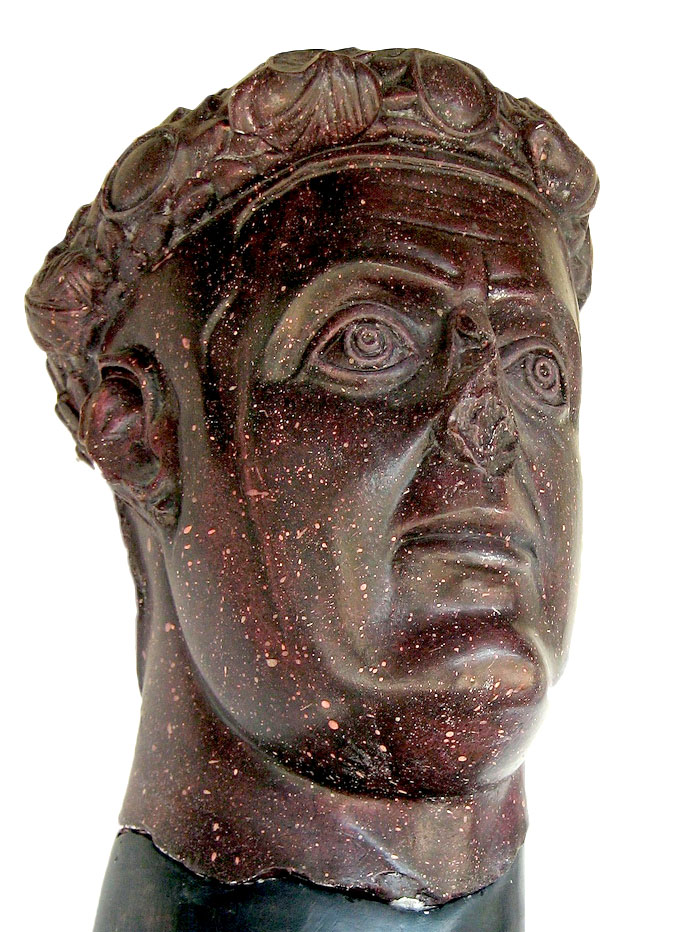
Porphyrbüste des Galerius aus Romuliana

Galerius gehörte dem von Diokletian eingeführten Regierungskollegium aus vier Kaisern an, der Tetrarchie. Er wurde 293 zum Caesar (Unterkaiser) ernannt, residierte in Mailand, Nikomedia und Antiochia. Galerius’ Hauptverantwortungsgebiet umfasste vor allem aber den Balkanraum. Hier begann Galerius in Nachahmung Diokletians diese Position mittels einer an seiner Person orientierten Herrscherrepräsentation durch Errichtung von monumentalen Bauwerken in den Residenzen hervorzuheben (unter anderem Palast und Ehrenbogen in Thessaloniki). Militärisch prägten die Jahre 299 bis 311 Expeditionen gegen Stämme nördlich der Donau. 305 stieg Galerius nach dem Rücktritt Diokletians zum Augustus der östlichen Hälfte des Reiches auf. Als solcher bemühte er sich, die Auflösung der römischen Tetrarchie in einer Reihe von Bürgerkriegen seit 306 zu verhindern. Galerius verfolgte wie Diokletian die Christen in seinem Hauptverantwortungsbereich mit unverminderter Härte. Romula, Galerius’ Mutter, war zudem eine große Verehrerin der Berggottheiten.
Galerius wurde vermutlich auf dem Landgut (villa rustica) seines Vaters beim heutigen Gamzigrad geboren. Münzfunde des Aurelian (270–275) und des Probus (276–282) aus dem freigelegten ältesten Gebäude der Ausgrabungsstätte lassen den Schluss zu, dass diese villa rustica Mitte des 3. Jahrhunderts erbaut und benutzt wurde. Romula lebte wohl auch weiterhin in der villa rustica. Die Entscheidung von Galerius, hier seinen Palast als Altersruhesitz einzurichten, wird mit den vicennalia (zwanzigjähriges Thronjubiläum) der Augusti und den wiederholten decennalia (zehnjähriges Thronjubiläum) der Caesares am 20. November 303 verbunden. Auf dem Fest der Tetrarchen in Rom verkündete Diokletian seinen Plan zur Abdankung und Galerius hatte vermutlich geplant, sich zu seinen vicennalia 313 in den zu bauenden Palast zurückzuziehen. Neben Romuliana, dem Palast, der zuerst seiner Mutter dienen und nach seiner Abdankung auch sein Altersruhesitz werden sollte, errichtete Galerius auf dem Hügel Magura das Grabmal seiner Mutter (⊙). Nach seinem Tod 311 wurde Galerius in einem zweiten Grabmal neben Romula beerdigt. Zum Grabkomplex gehörte noch ein Tetrapylon. Nach dem Tod des Galerius und der Errichtung einer Begräbnisstätte für ihn wurden alle anderen Bautätigkeiten eingestellt und Romuliana verlassen.

## Galerius’ Grab

Distanz und Lage Galerius-Palast und Grabanlage

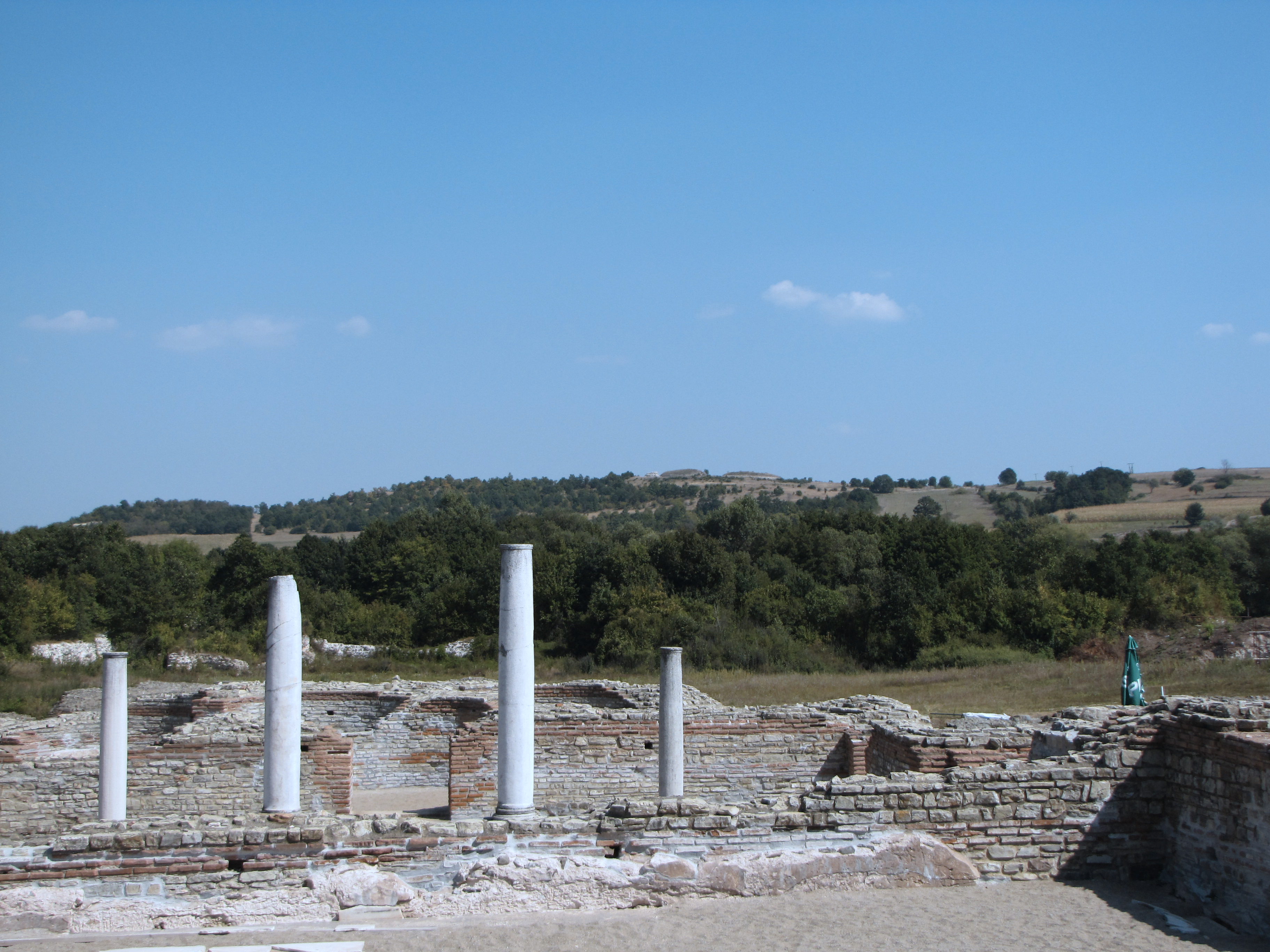
Blick vom Palast auf die höher gelegene Grabanlage exakt nach Osten ausgerichtet

Exakt 1000 m östlich des Ostausgangs der Palastanlage befindet sich die Tumuli von Galerius und seiner Mutter.

## Spätere Nutzung
380 kam es zur erneuten Besiedlung von Romuliana und es entwickelte sich zu einem ländlichen vicus. 441 durch die Hunnen zerstört, bestanden im 5. und Anfang des 6. Jahrhunderts einige Häuser in der Anlage. Mit der Herrschaft von Justinian I. kam es zu einer stärkeren Besiedlung sowie zum Bau einer großen Basilika mit einer Taufkapelle. Es folgten Zerstörungen bei Slaweneinfällen und im 10. Jahrhundert wurde eine slawische Siedlung, die bis ins 12. Jahrhundert bestand, errichtet. Danach wurde der Ort bis zur heutigen Zeit verlassen und verfiel.